# Senatori dell'Illinois
L'Illinois fu ammesso all'Unione il 3 dicembre e da allora è rappresentato al Senato degli Stati Uniti da due senatori, come ogni altro stato. Elegge senatori di classe 2 e 3 ed i senatori attuali sono i democratici Dick Durbin e Tammy Duckworth. Si tratta dello stato che ha avuto più senatori afroamericani rispetto a tutti gli altri.

## Elenco

### Classe 2
| N.      | Foto    | Senatore                     | Partito                                       | Carica           | Carica           | Congresso                                                                               | Mandati | Elezioni                                                          |
| N.      | Foto    | Senatore                     | Partito                                       | Inizio           | Termine          | Congresso                                                                               | Mandati | Elezioni                                                          |
| ------- | ------- | ---------------------------- | --------------------------------------------- | ---------------- | ---------------- | --------------------------------------------------------------------------------------- | ------- | ----------------------------------------------------------------- |
| 1       |         | Jesse B. Thomas (1777-1853)  | Democratico-Repubblicano poi Anti-Jacksoniano | 3 dicembre 1818  | 3 marzo 1829     | 15 · 16 · 17 · 18 · 19 · 20                                                             | 2       | 1818 · 1823 Non ricandidatosi                                     |
| 2       |         | John McLean (1791-1830)      | Jacksoniano                                   | 4 aprile 1829    | 14 ottobre 1830  | 21                                                                                      | 1⁄2     | 1829 Deceduto                                                     |
| Vacante | Vacante | Vacante                      | Vacante                                       | 14 ottobre 1830  | 12 novembre 1830 | 21                                                                                      |         |                                                                   |
| 3       |         | David J. Baker (1792-1869)   | Jacksoniano                                   | 12 novembre 1830 | 11 dicembre 1830 | 21                                                                                      | 1⁄2     | Nominato per continuare il mandato Non ricandidatosi              |
| 4       |         | John M. Robinson (1794-1843) | Jacksoniano poi Democratico                   | 11 dicembre 1830 | 3 marzo 1841     | 21 · 22 · 23 · 24 · 25 · 26                                                             | 1 1⁄2   | Eletto per terminare il mandato · 1835 Non ricandidatosi          |
| 5       |         | Samuel McRoberts             | Democratico                                   | 4 marzo 1841     | 27 marzo 1843    | 27 · 28                                                                                 | 1⁄2     | 1841 Deceduto                                                     |
| Vacante | Vacante | Vacante                      | Vacante                                       | 27 marzo 1843    | 16 agosto 1843   | 28                                                                                      |         |                                                                   |
| 6       |         | James Semple                 | Democratico                                   | 16 agosto 1843   | 3 marzo 1847     | 28 · 29                                                                                 | 1⁄2     | Eletto per terminare il mandato Non ricandidatosi                 |
| 7       |         | Stephen A. Douglas           | Democratico                                   | 4 marzo 1847     | 3 giugno 1861    | 30 · 31 · 32 · 33 · 34 · 35 · 36 · 37                                                   | 2 1⁄2   | 1846 · 1852 · 1859 Deceduto                                       |
| Vacante | Vacante | Vacante                      | Vacante                                       | 3 giugno 1861    | 26 giugno 1861   | 37                                                                                      |         |                                                                   |
| 8       |         | Orville Browning             | Repubblicano                                  | 26 giugno 1861   | 12 gennaio 1863  | 37                                                                                      | 1⁄2     | Nominato per continuare il mandato Non ricandidatosi              |
| 9       |         | William A. Richardson        | Democratico                                   | 12 gennaio 1863  | 3 marzo 1865     | 37 · 38                                                                                 | 1⁄2     | Eletto per terminare il mandato Non ricandidatosi                 |
| 10      |         | Richard Yates                | Repubblicano                                  | 4 marzo 1865     | 3 marzo 1871     | 39 · 40 · 41                                                                            | 1       | 1864 Non ricandidatosi                                            |
| 11      |         | John A. Logan                | Repubblicano                                  | 4 marzo 1871     | 3 marzo 1877     | 42 · 43 · 44                                                                            | 1       | 1871 Perse la rielezione                                          |
| 12      |         | David Davis                  | Indipendente                                  | 4 marzo 1877     | 3 marzo 1883     | 45 · 46 · 47                                                                            | 1       | 1877 Non ricandidatosi                                            |
| 13      |         | Shelby Moore Cullom          | Repubblicano                                  | 4 marzo 1883     | 3 marzo 1913     | 48 · 49 · 50 · 51 · 52 · 53 · 54 · 55 · 56 · 57 · 58 · 59 · 60 · 61 · 62                | 5       | 1882 · 1888 · 1894 · 1901 · 1907 Non ottenne la ricandidatura     |
| Vacante | Vacante | Vacante                      | Vacante                                       | 4 marzo 1913     | 26 marzo 1913    | 63                                                                                      |         |                                                                   |
| 14      |         | J. Hamilton Lewis            | Democratico                                   | 26 marzo 1913    | 3 marzo 1919     | 63 · 64 · 65                                                                            | 1       | 1913 Perse la rielezione                                          |
| 15      |         | Medill McCormick             | Repubblicano                                  | 4 marzo 1919     | 25 febbraio 1925 | 66 · 67 · 68                                                                            | 1       | Non ottenne la ricandidatura Deceduto                             |
| 16      |         | Charles S. Deneen            | Repubblicano                                  | 26 febbraio 1925 | 3 marzo 1931     | 68 · 69 · 70 · 71                                                                       | 1       | Nominato avendo già vinto l'elezione del 1924 Perse la rielezione |
| 17      |         | J. Hamilton Lewis            | Democratico                                   | 4 marzo 1931     | 9 aprile 1939    | 72 · 73 · 74 · 75 · 76                                                                  | 1 1⁄2   | 1930 · 1936 Deceduto                                              |
| Vacante | Vacante | Vacante                      | Vacante                                       | 9 aprile 1939    | 21 novembre 1940 | 76                                                                                      |         |                                                                   |
| 18      |         | James M. Slattery            | Democratico                                   | 14 aprile 1939   | 21 novembre 1940 | 76                                                                                      | 1⁄2     | Nominato per continuare il mandato Perse la rielezione            |
| 19      |         | Charles W. Brooks            | Repubblicano                                  | 22 novembre 1940 | 3 gennaio 1949   | 76 · 77 · 78 · 79 · 80                                                                  | 1 1⁄2   | Eletto per terminare il mandato · 1942 Perse la rielezione        |
| 20      |         | Paul Douglas                 | Democratico                                   | 3 gennaio 1949   | 3 gennaio 1967   | 81 · 82 · 83 · 84 · 85 · 86 · 87 · 88 · 89                                              | 3       | 1948 · 1954 · 1960 Perse la rielezione                            |
| 21      |         | Charles H. Percy             | Repubblicano                                  | 3 gennaio 1967   | 3 gennaio 1985   | 90 · 91 · 92 · 93 · 94 · 95 · 96 · 97 · 98                                              | 3       | 1966 · 1972 · 1978 Perse la rielezione                            |
| 22      |         | Paul Simon                   | Democratico                                   | 3 gennaio 1985   | 3 gennaio 1997   | 99 · 100 · 101 · 102 · 103 · 104                                                        | 2       | 1984 · 1990 Non ricandidatosi                                     |
| 23      |         | Dick Durbin                  | Democratico                                   | 3 gennaio 1997   | In carica        | 105 · 106 · 107 · 108 · 109 · 110 · 111 · 112 · 113 · 114 · 115 · 116 · 117 · 118 · 119 | 5       | 1996 · 2002 · 2008 · 2014 · 2020                                  |

### Classe 3
| N.      | Foto    | Senatore                | Partito                      | Carica            | Carica            | Congresso                                       | Mandati | Elezioni                                                   |
| N.      | Foto    | Senatore                | Partito                      | Inizio            | Termine           | Congresso                                       | Mandati | Elezioni                                                   |
| ------- | ------- | ----------------------- | ---------------------------- | ----------------- | ----------------- | ----------------------------------------------- | ------- | ---------------------------------------------------------- |
| 1       |         | Ninian Edwards          | Democratico-Repubblicano     | 3 dicembre 1818   | 3 marzo 1824      | 15 · 16 · 17 · 18                               | 1 1⁄2   | 1819 · 1819                                                |
| Vacante | Vacante | Vacante                 | Vacante                      | 4 marzo 1824      | 24 novembre 1824  | 18                                              |         |                                                            |
| 2       |         | John McLean (1791-1830) | Democratico-Repubblicano     | 24 novembre 1824  | 3 marzo 1825      | 18                                              | 1⁄2     | Eletto per terminare il mandato Non ricandidatosi          |
| 3       |         | Elias Kane              | Jacksoniano                  | 4 marzo 1825      | 12 dicembre 1835  | 19 · 20 · 21 · 22 · 23 · 24                     | 1 1⁄2   | 1825 · 1831 Deceduto                                       |
| Vacante | Vacante | Vacante                 | Vacante                      | 12 dicembre 1835  | 30 dicembre 1835  | 24                                              |         |                                                            |
| 4       |         | William Lee D. Ewing    | Jacksoniano                  | 30 dicembre 1835  | 3 marzo 1837      | 24                                              | 1⁄2     | Nominato per continuare il mandato Perse la rielezione     |
| 5       |         | Richard M. Young        | Democratico                  | 4 marzo 1837      | 3 marzo 1843      | 25 · 26 · 27                                    | 1       | 1837 Non ricandidatosi                                     |
| 6       |         | Sidney Breese           | Democratico                  | 4 marzo 1843      | 3 marzo 1849      | 28 · 29 · 30                                    | 1       | 1843 Non ottenne la ricandidatura                          |
| 7       |         | James Shields           | Democratico                  | 4 marzo 1849      | 15 marzo 1849     | 31                                              | 1⁄2     | 1849 Elezione annullata                                    |
| Vacante | Vacante | Vacante                 | Vacante                      | 15 marzo 1849     | 27 ottobre 1849   | 31                                              |         |                                                            |
| 7       |         | James Shields           | Democratico                  | 27 ottobre 1849   | 3 marzo 1855      | 31 · 32 · 33                                    | 1       | Eletto per terminare il mandato Perse la rielezione        |
| 8       |         | Lyman Trumbull          | Democratico poi Repubblicano | 4 marzo 1855      | 3 marzo 1873      | 34 · 35 · 36 · 37 · 38 · 39 · 40 · 41 · 42      | 3       | 1855 · 1861 · 1867                                         |
| 9       |         | Richard J. Oglesby      | Repubblicano                 | 4 marzo 1873      | 3 marzo 1879      | 43 · 44 · 45                                    | 1       | 1873 Non ricandidatosi                                     |
| 10      |         | John A. Logan           | Repubblicano                 | 4 marzo 1879      | 3 marzo 1885      | 46 · 47 · 48                                    | 1       | 1879                                                       |
| Vacante | Vacante | Vacante                 | Vacante                      | 4 marzo 1885      | 18 maggio 1885    | 49                                              |         |                                                            |
| 10      |         | John A. Logan           | Repubblicano                 | 19 maggio 1885    | 2 dicembre 1886   | 49                                              | 1⁄2     | 1885 Deceduto                                              |
| Vacante | Vacante | Vacante                 | Vacante                      | 2 dicembre 1886   | 19 gennaio 1887   | 49                                              |         |                                                            |
| 11      |         | Charles B. Farwell      | Repubblicano                 | 19 gennaio 1887   | 3 marzo 1891      | 50 · 51                                         | 1⁄2     | Eletto per terminare il mandato Non ricandidatosi          |
| 12      |         | John M. Palmer          | Democratico                  | 4 marzo 1891      | 3 marzo 1897      | 52 · 53 · 54                                    | 1       | 1890 Non ricandidatosi                                     |
| 13      |         | William E. Mason        | Repubblicano                 | 4 marzo 1897      | 3 marzo 1903      | 55 · 56 · 57                                    | 1       | 1897 Perse la rielezione                                   |
| 14      |         | Albert J. Hopkins       | Repubblicano                 | 4 marzo 1903      | 3 marzo 1909      | 58 · 59 · 60                                    | 1       | 1903 Perse la rielezione                                   |
| Vacante | Vacante | Vacante                 | Vacante                      | 4 marzo 1909      | 18 giugno 1909    | 61                                              |         |                                                            |
| 15      |         | William Lorimer         | Repubblicano                 | 18 giugno 1909    | 13 luglio 1912    | 61 · 62                                         | 1⁄2     | 1909 Elezione annullata                                    |
| Vacante | Vacante | Vacante                 | Vacante                      | 13 luglio 1912    | 26 marzo 1913     | 62 · 63                                         |         |                                                            |
| 16      |         | Lawrence Y. Sherman     | Repubblicano                 | 26 marzo 1913     | 3 marzo 1921      | 63 · 64 · 65 · 66                               | 1 1⁄2   | Eletto per terminare il mandato · 1914 Non ricandidatosi   |
| 17      |         | William B. McKinley     | Repubblicano                 | 4 marzo 1821      | 7 dicembre 1926   | 67 · 68 · 69                                    | 1⁄2     | Non ottenne la ricandidatura Deceduto                      |
| 18      |         | Frank L. Smith          | Repubblicano                 | 7 dicembre 1926   | 7 dicembre 1926   | 69                                              | 1⁄2     | Nominato per continuare il mandato Dimessosi               |
| Vacante | Vacante | Vacante                 | Vacante                      | 7 dicembre 1926   | 3 dicembre 1928   | 69 · 70                                         |         |                                                            |
| 19      |         | Otis F. Glenn           | Repubblicano                 | 3 dicembre 1928   | 3 marzo 1933      | 70 · 71 · 72                                    | 1⁄2     | Eletto per terminare il mandato Perse la rielezione        |
| 20      |         | William H. Dieterich    | Democratico                  | 4 marzo 1933      | 3 gennaio 1939    | 73 · 74 · 75                                    | 1       | 1932 Non ricandidatosi                                     |
| 21      |         | Scott W. Lucas          | Democratico                  | 3 gennaio 1939    | 3 gennaio 1951    | 76 · 77 · 78 · 79 · 80 · 81                     | 2       | 1938 · 1944 Perse la rielezione                            |
| 22      |         | Everett Dirksen         | Repubblicano                 | 3 gennaio 1951    | 7 settembre 1969  | 82 · 83 · 84 · 85 · 86 · 87 · 88 · 89 · 90 · 91 | 3 1⁄2   | 1950 · 1956 · 1962 · 1968 Deceduto                         |
| Vacante | Vacante | Vacante                 | Vacante                      | 7 settembre 1969  | 17 settembre 1969 | 91                                              |         |                                                            |
| 23      |         | Ralph Tyler Smith       | Repubblicano                 | 17 settembre 1969 | 3 novembre 1970   | 91                                              | 1⁄2     | Nominato per continuare il mandato Perse la rielezione     |
| Vacante | Vacante | Vacante                 | Vacante                      | 3 novembre 1970   | 17 novembre 1970  | 91                                              |         |                                                            |
| 24      |         | Adlai Stevenson III     | Democratico                  | 17 novembre 1970  | 3 gennaio 1981    | 91 · 92 · 93 · 94 · 95 · 96                     | 1 1⁄2   | Eletto per terminare il mandato · 1974 Non ricandidatosi   |
| 25      |         | Alan J. Dixon           | Democratico                  | 3 gennaio 1981    | 3 gennaio 1993    | 97 · 98 · 99 · 100 · 101 · 102                  | 2       | 1980 · 1986 Non ottenne la ricandidatura                   |
| 26      |         | Carol Moseley Braun     | Democratico                  | 3 gennaio 1993    | 3 gennaio 1999    | 103 · 104 · 105                                 | 1       | 1992 Perse la rielezione                                   |
| 27      |         | Peter Fitzgerald        | Repubblicano                 | 3 gennaio 1999    | 3 gennaio 2005    | 106 · 107 · 108                                 | 1       | 1998 Non ricandidatosi                                     |
| 28      |         | Barack Obama            | Democratico                  | 3 gennaio 2005    | 16 novembre 2008  | 109 · 110                                       | 1⁄2     | 2004 Dimessosi per diventare Presidente degli Stati Uniti  |
| Vacante | Vacante | Vacante                 | Vacante                      | 16 novembre 2008  | 12 gennaio 2009   | 110 · 111                                       |         |                                                            |
| 29      |         | Roland Burris           | Democratico                  | 12 gennaio 2009   | 29 novembre 2010  | 111                                             | 1⁄2     | Nominato per continuare il mandato Non ricandidatosi       |
| 30      |         | Mark Kirk               | Repubblicano                 | 29 novembre 2010  | 3 gennaio 2017    | 111 · 112 · 113 · 114                           | 1 1⁄2   | Eletto per terminare il mandato · 2010 Perse la rielezione |
| 31      |         | Tammy Duckworth         | Democratico                  | 3 gennaio 2017    | In carica         | 115 · 116 · 117 · 118 · 119 · 120               | 2       | 2016 · 2022                                                |